# Bandeira do Acordo Centro-Europeu de Livre-Comércio
A Bandeira do Acordo Centro-Europeu de Livre-Comércio é um dos símbolos oficiais do CEFTA.

## Características
Seu desenho consiste em um retângulo de fundo azul com o emblema da organização na cor ouro.

## Simbolismo
As cores e o desenho da bandeira são similares aos da Bandeira Europeia, representando a aspiração que os estados-membro da organização têm de integrar a UE.